# Groupe auxiliaire de puissance
Pour les articles homonymes, voir APU et GAP.
En technologie aéronautique, le  groupe auxiliaire de puissance (GAP), ou en anglais Auxiliary Power Unit (APU), désigne un groupe auxiliaire (en général un turbogénérateur) destiné à produire de l'énergie à bord des avions pour alimenter au sol les différents systèmes de bord (tension électrique, pressions pneumatique et hydraulique, climatisation) quand les moteurs principaux sont à l’arrêt afin d'économiser le carburant, et pour démarrer les moteurs. Il peut également être utilisé en vol. Les GAP sont généralement positionnés à l’arrière de l'avion, dans le cône de queue, et alimentés par le kérosène des réservoirs de l’avion.
En cas de panne de GAP, on a recours au sol à des groupes de parc (tension électrique, pression hydraulique) et à un groupe de démarrage à air (pression pneumatique) appelé ASU (Air Start Unit).
Presque tous les avions à réaction disposent d'un GAP, hors certains turbopropulseurs et certains avions d'affaires.

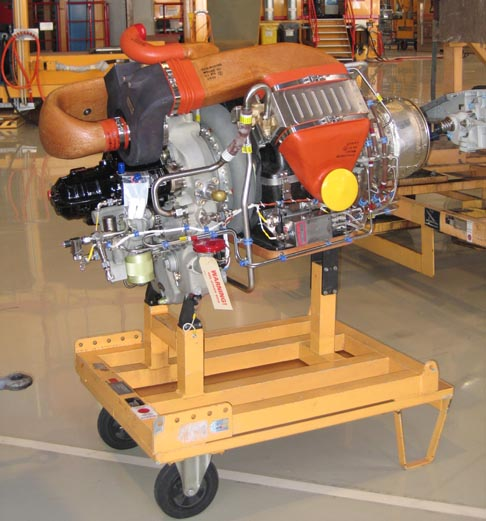
Groupe auxiliaire APIC APS3200 des Airbus A318/A319/A320/A321.

## Historique
Le premier GAP, qui fut utilisé en 1916, était un moteur à piston fonctionnant à l'essence et était installé sur l'avion de reconnaissance Pemberton-Billing P.B.31 Night Hawk (en). Le Boeing 727 fut, en 1963, le premier avion à réaction à en être équipé, ce qui le rendait indépendant et lui permettait de desservir les petits aéroports non équipés de groupes de parc (pression pneumatique et électricité).

## Installation

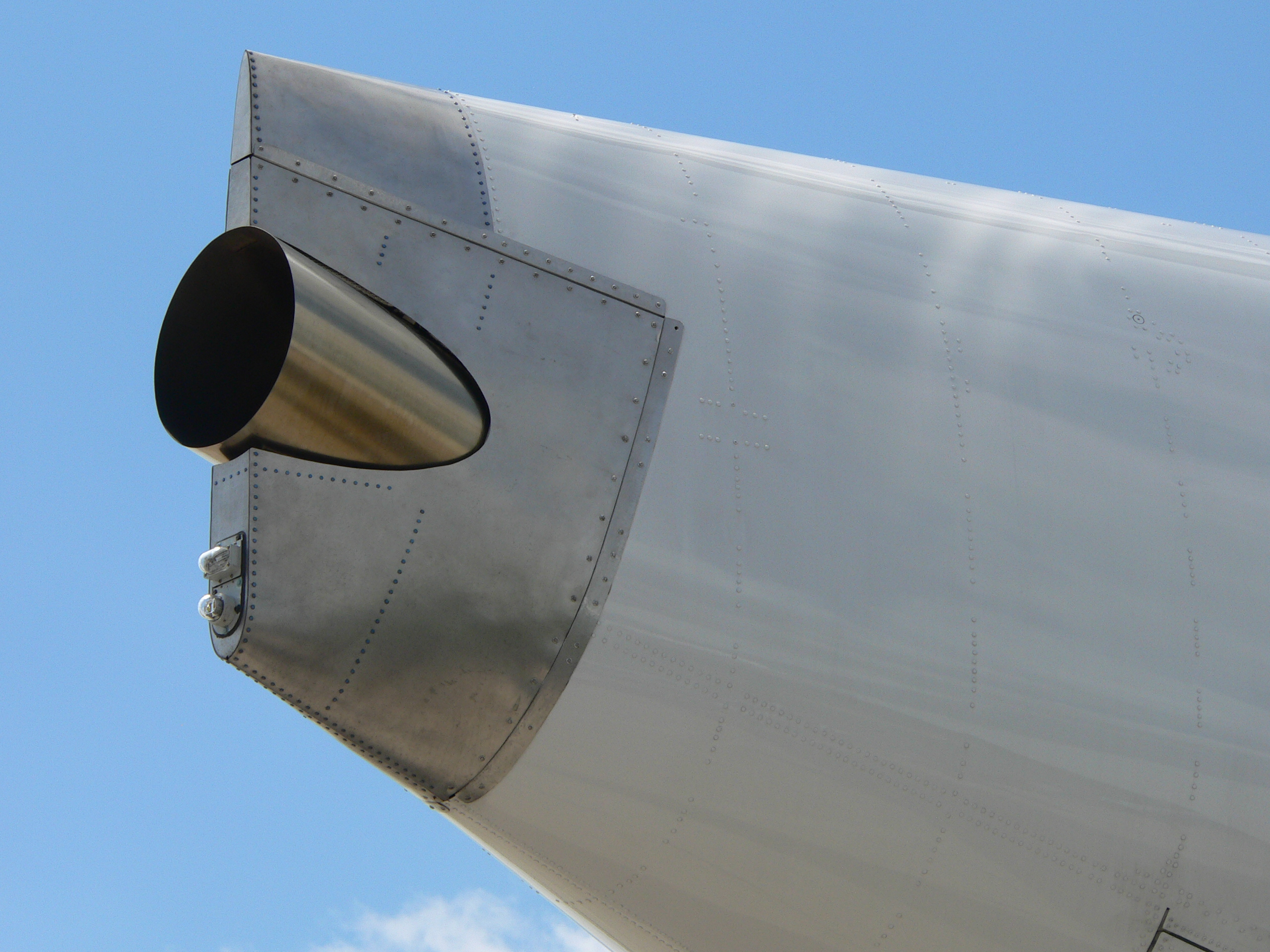
Tuyère d'échappement du GAP d'un Airbus A380.

Bien que le GAP soit installé dans de nombreux endroits différents sur les divers avions militaires et commerciaux, il est habituellement monté à l'arrière du fuselage sur les avions à réaction modernes. L'échappement du GAP se repère facilement sur la plupart des avions de ligne modernes : c'est une petite tuyère d'échappement placée derrière l'empennage.
Sur le Boeing 727, le GAP était monté entre le train principal, l'entrée d'air étant dans la case de train gauche et la tuyère d'échappement sur l'extrados de l'aile droite. Sur le C-160 Transall, le GAP est monté dans la nacelle de train principal gauche.

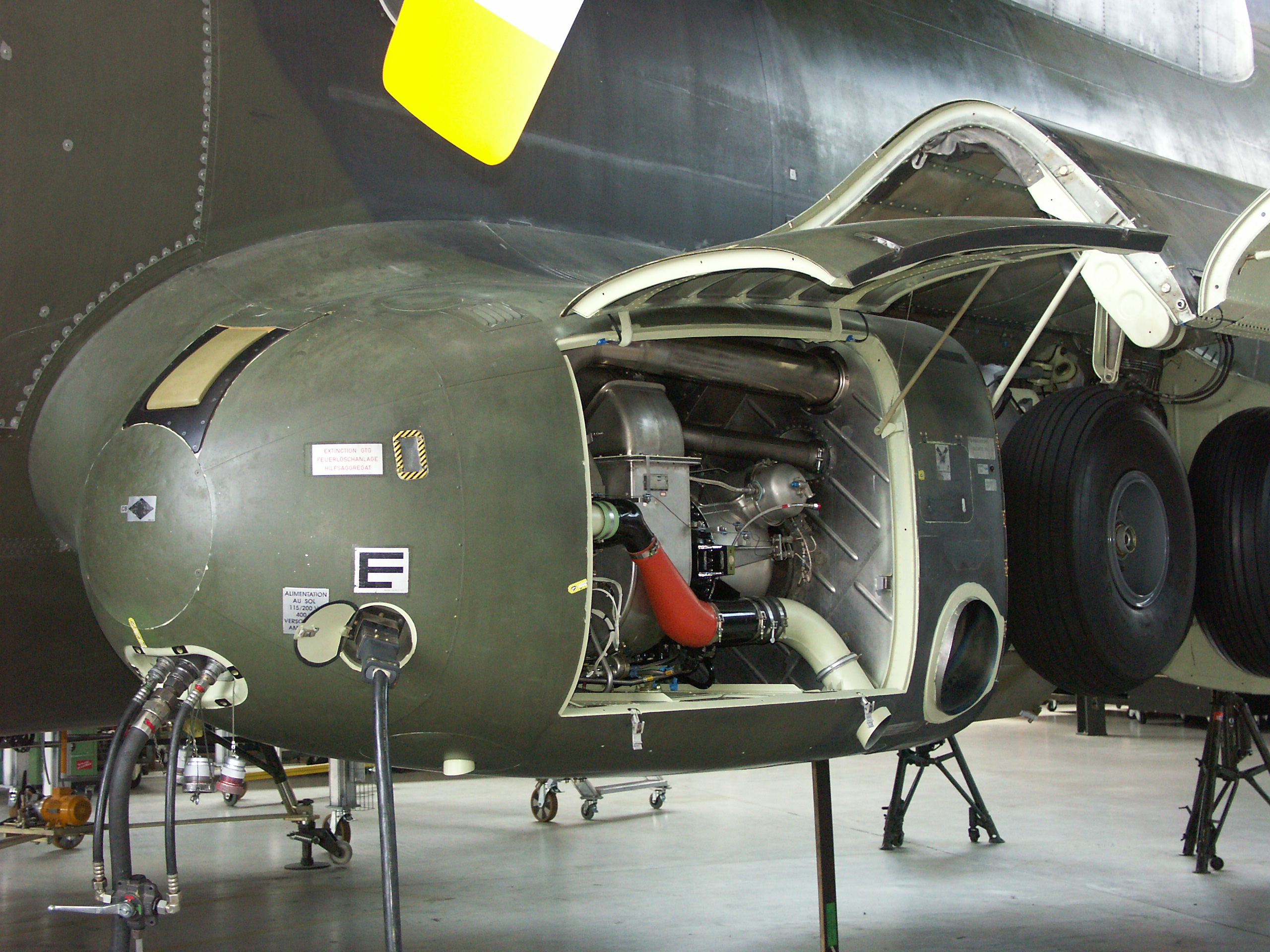
Nacelle de train principal de C-160 Transall renfermant le groupe d'appoint.

Sur le BR 1150 Atlantic et l'Atlantique 2, le GAP est situé à tribord avant, devant l'hélice droite.

## Fonctionnement
La puissance des GAP peut atteindre plusieurs centaines de kilowatts. Dans la plupart des cas, le GAP est constitué d'un petit turbomoteur à démarrage électrique. Ce turbomoteur actionne un compresseur d'air qui peut servir à démarrer les réacteurs ou les turbopropulseurs ou à assurer le conditionnement d'air de cabine. Aux turbomoteurs sont également attelés des génératrices ou plus souvent des alternateurs pour fournir de l'énergie électrique à bord de l'aéronef. Pour les petites puissances, des conceptions récentes envisagent l'utilisation du moteur Wankel dans ce rôle[réf. nécessaire]. Les avantages du moteur Wankel sont son rapport puissance/masse supérieur aux moteurs à piston et sa consommation inférieure à celle d'une turbine.
Les GAP équipant les avions ayant reçu un certificat de navigabilité ETOPS ont un niveau de sécurité de fonctionnement plus élevé que ceux qui ne sont utilisés qu'au sol car ils fournissent en secours l'électricité et l'air comprimé à la place d'un moteur en panne pendant le vol. Alors que certains GAP n'ont pas été conçus pour fonctionner en vol, les GAP ayant reçu une certification ETOPS doivent pouvoir être démarrés dans tout le domaine de vol de l'avion, quelles que soient son altitude et sa vitesse. Si le GAP ou la génération électrique qui l'équipe n'est pas en état de marche, l'avion n'est pas autorisé à faire un vol ETOPS et doit suivre un itinéraire plus long en restant à portée des aéroports de déroutement.
Les GAP récents peuvent démarrer jusqu'à une altitude d'environ 13 000 m (43 000 pieds) et par les températures les plus froides que l'aéronef rencontre pendant le vol (−60 °C).
Sur le Boeing 787, qui est un avion « plus » électrique, le GAP fournit seulement de l'électricité à l'avion (le conditionnement d'air fonctionne grâce à un compresseur électrique). L'absence du système pneumatique simplifie la conception, mais la consommation de centaines de kilowatts par les circuits électriques exige des génératrices de plus en plus puissantes.

## Émissions de gaz à effet de serre
Ces moteurs, qui consomment une partie du kérosène de l'avion, contribuent aux émissions de GES de l'aviation. En 2007, la DGAC a documenté un guide méthodologique pour la détermination des émissions atmosphériques par les GAP.

## Description

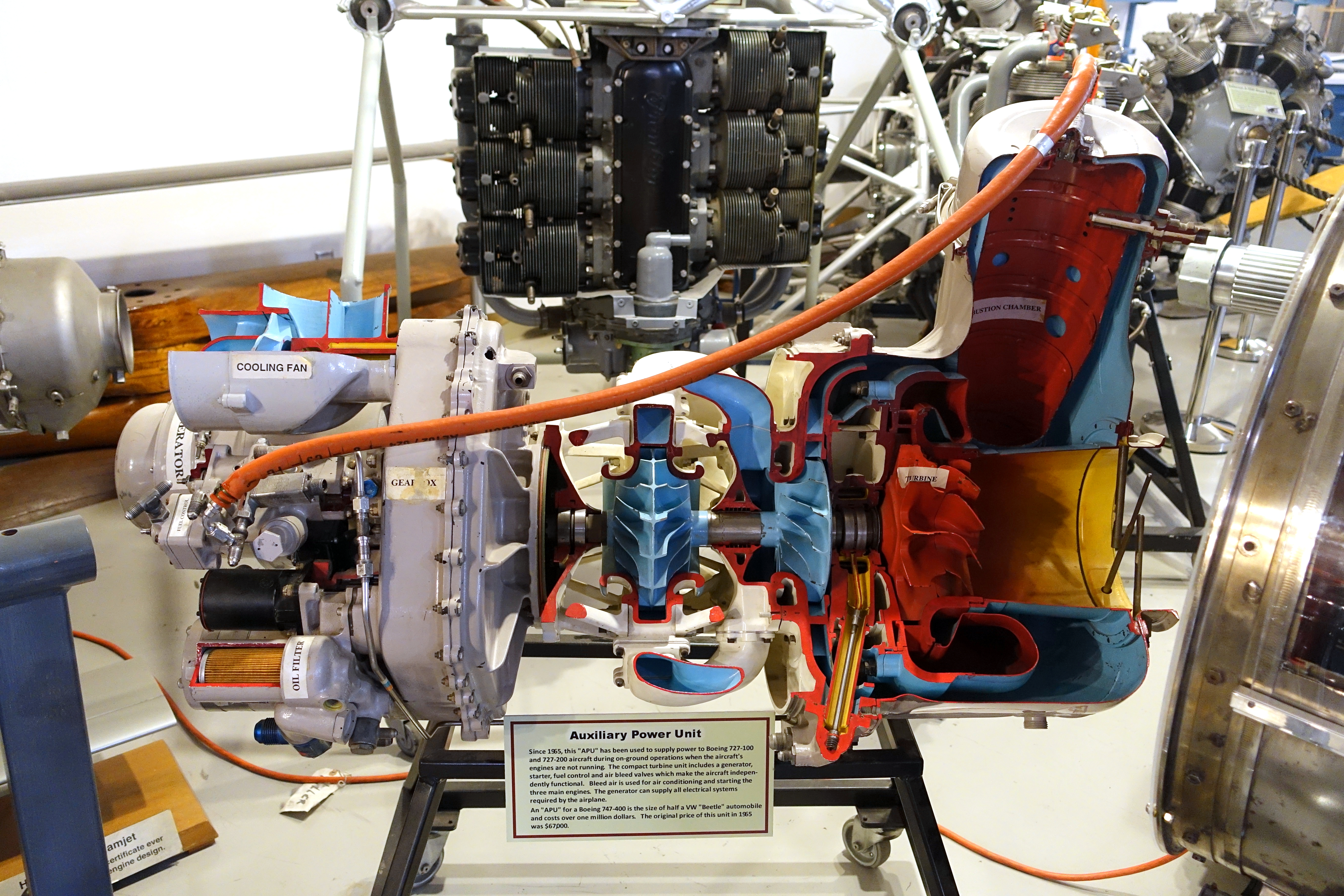
GAP de Boeing 727 au Musée d'aviation Hiller en Californie.

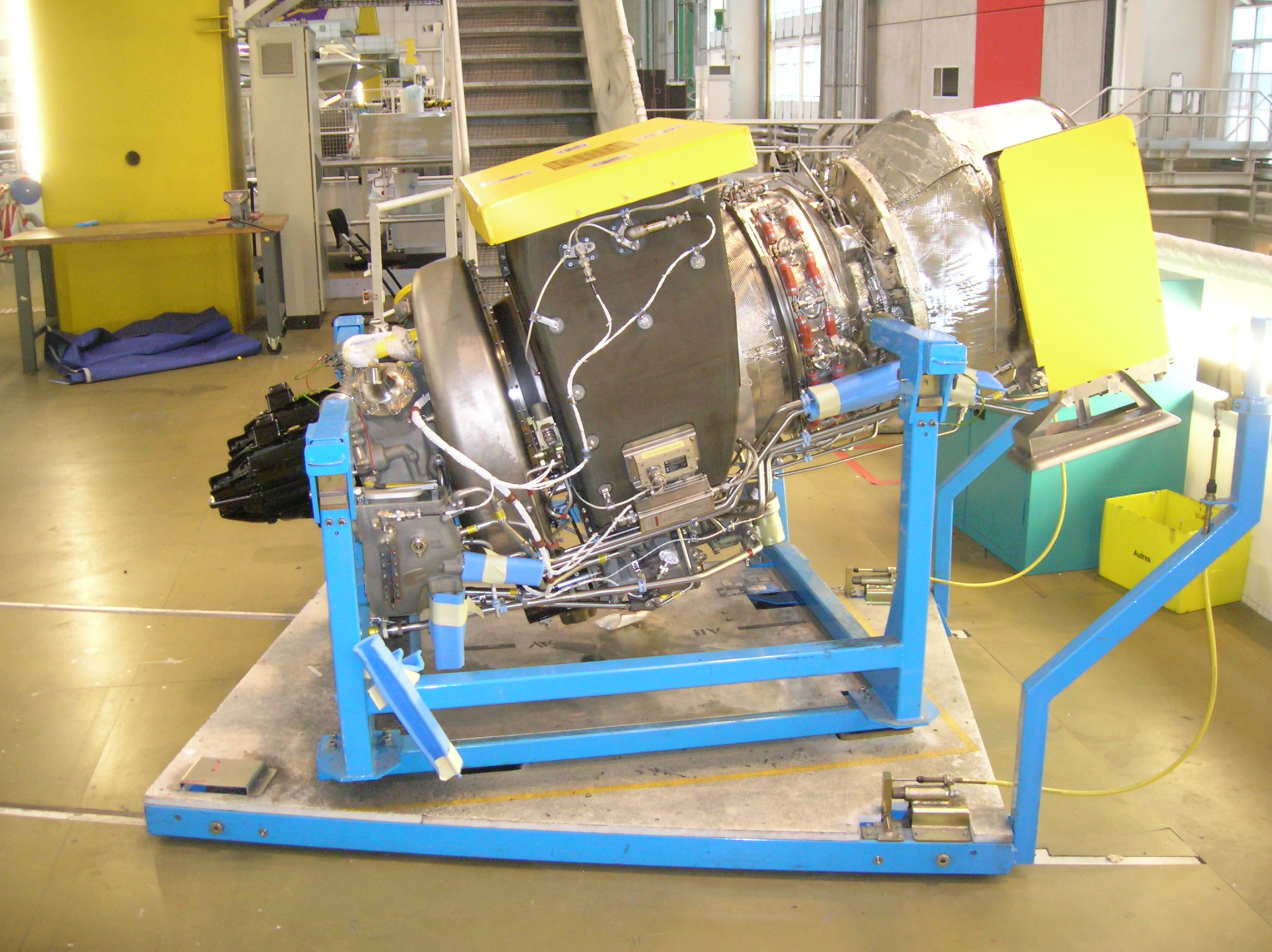
Le GAP d'un Airbus A380 avant son installation.

Un GAP type à turbine à combustion pour avion de transport commercial comporte quatre sections principales :
1. Générateur de puissance : génératrice de gaz et production de toute la puissance du GAP et de ses accessoires ;
2. Compresseur d'air : généralement monté sur l'axe principal du générateur de puissance, il fournit toute la puissance pneumatique nécessaire à l'avion. Il comporte deux dispositifs : une régulation d'admission qui ajuste le débit d'air du compresseur et une vanne de décharge qui, par un échappement d'air asservi, évite le pompage aérodynamique de la partie turbine à combustion ;
3. Boîtier d'engrenages : ce boîtier transmet la puissance de l'arbre turbine aux équipements mécaniques avec adaptation des vitesses de rotation (pompe carburant, hydraulique, génération électrique). Le démarrage électrique du GAP est parfois commandé par un interrupteur placé sur le train : la sortie de ce dernier démarre le GAP ;
4. Générateur électrique : généralement de type alternateur, il délivre une tension de 115 volts à 400 Hz[3].

## Fabricants
Sociétés fournissant des GAP :
- United Technologies Corporation, par ses filiales Hamilton Sundstrand et Pratt & Whitney Canada ;
- Honeywell International Inc. (filiale : Garrett Systems) ;
- Safran Helicopter Engines (groupe Safran) en France (série des AST 650 et 900 pour Transall et Atlantique 2) ;
- Safran Power Units (Groupe Safran) en France[4] ;
- Thales Avionics Electrical Systems.

## Navette spatiale
Les GAP destinés à la navette spatiale américaine étaient encore plus critiques que ceux des avions car ils fournissaient la pression hydraulique, mais pas la puissance électrique. La navette spatiale était ainsi équipée de trois GAP redondants, alimentés par du carburant de type hydrazine. Ils fonctionnaient seulement pendant l'ascension et de la rentrée atmosphérique à l'atterrissage.
Pendant l'ascension (assurée par les moteurs-fusées), le GAP fournit l'énergie hydraulique servant à assurer l'orientation des tuyères de la navette et des commandes de vol. Pendant l'atterrissage, il actionne les gouvernes et les freins. Cette fonction peut même être assurée à l'aide d'un seul GAP. Ainsi, sur le vol STS-9 (navette Colombia), deux GAP prirent feu, mais l'atterrissage se passa sans encombre.

## Autres applications
Les chars de combat, les camions et les trains sont aussi équipés de petits moteurs auxiliaires destinés à alimenter les systèmes (conditionnement d'air, radio, réfrigération, etc.) lorsque les véhicules sont à l'arrêt.